# Pseudauchenipterus
Pseudauchenipterus es un género de peces actinopeterigios de agua dulce, distribuidos por ríos de la vertiente atlántica de América del Sur.

## Especies
Existen cuatro especies reconocidas en este género:
- Pseudauchenipterus affinis (Steindachner, 1877)
- Pseudauchenipterus flavescens (Eigenmann y Eigenmann, 1888)
- Pseudauchenipterus jequitinhonhae (Steindachner, 1877)
- Pseudauchenipterus nodosus (Bloch, 1794)